# Robert Crosbie
Robert Crosbie (Montreal, 10 de janeiro de 1849 - Monterey, 25 de junho de 1919) foi um teosofista, fundador da Loja Unida de Teosofistas (LUT).
Em 1902 ele se mudou para Lomaland, Point Loma, Califórnia, onde ajudou a formar uma comunidade teosófica. Em 1908, ele divulgou uma carta dirigida "A Todos os Teosofistas de Mente Aberta", na qual expunha sua visão sobre o movimento teosófico e o seu futuro. Em 18 de fevereiro de 1909, Crosbie dirigiu a fundação da Loja Unida de Teosofistas (L.U.T.), em Los Angeles.  Sendo sobretudo uma rede de estudantes da teosofia original, a Loja Unida não elegeu naquela época, e não possui até hoje, um presidente ou estruturas hierárquicas formais. Enfatizando a universalidade do movimento teosófico, Crosbie escreve na Declaração da L.U.T.:
" Ela vê como teosofistas todos os que estão engajados no verdadeiro serviço pela Humanidade, sem distinção de raça, credo, sexo, situação pessoal ou organização;(...)"
Em 1912, publicou pela primeira vez a revista teosófica "Theosophy". Em 1916 duas novas lojas da L.U.T. foram abertas em São Francisco e Berkeley (Califórnia). Atualmente a L.U.T. está presente e ativa em cerca de 15 países, inclusive no Brasil. Vários dos seus textos estão disponíveis em português.

## Obras
- "The Friendly Philosopher", Cartas e palestras sobre teosofia e vida teosófica. The Theosophy Company, Los Angeles, 1934, 1945, 2008.
- "Answers to Questions on THE OCEAN OF THEOSOPHY", um estudo sobre a obra clássica de William Judge, "O Oceano da Teosofia". Theosophy Co., Los Angeles, 1997, 250 pp.
- "A Book Of Quotations From Robert Crosbie", um livro de citações. Theosophy Co., Mumbai, India, 108 pp.
- "Respuestas a Preguntas Sobre el OCEANO DE LA TEOSOFIA", Theosophy Co., Los Angeles, 1996,  314 pp.
- "La Teosofía Universal" ,  tradução ao espanhol da maior parte do conteúdo da obra "The Friendly Philosopher".  Theosophy Co., Los Angeles, 1995, 210 pp.